# Martin Krebs
Pour les articles homonymes, voir Krebs.
Martin Krebs, né le 2 novembre 1956 à Essen dans le Land de Rhénanie-du-Nord-Westphalie, est un prélat catholique allemand et nonce apostolique en Suisse, au Liechtenstein et à Monaco (en) pour le Saint-Siège.

## Biographie
Martin Krebs est né le 2 novembre 1956 à Essen en Rhénanie-du-Nord-Westphalie. Il est ordonné prêtre le 10 octobre 1983 par Friedrich Wetter, Archevêque de Munich. Il entre au service diplomatique du Saint-Siège le 1er juillet 1991.
Le 8 septembre 2008, le pape Benoît XVI le nomme archevêque titulaire de Taborenta (de) avec la charge de nonce apostolique au Mali (en) et en Guinée (en). Il reçoit la consécration épiscopale le 16 novembre 2008 des mains du cardinal Tarcisio Bertone, assisté de Erwin Ender et de Felix Genn, évêque d'Essen, à la cathédrale d'Essen.
Le 8 mai 2013, il est nommé nonce apostolique en Nouvelle-Zélande (en), aux Îles Cook (en), aux Kiribati (en), aux Palaos (en) et en Micronésie (en). Il est aussi délégué apostolique dans l'Océan Pacifique. À ces fonctions vont s'ajouter celles de nonce apostolique des Fidji (en), des Samoa (en) et du Vanuatu (en) le 23 septembre 2013, aux Tonga (en) le 18 janvier 2014 puis aux Îles Marshall (en) et à Nauru (en) le 3 mai 2014.
Le pape François le nomme nonce apostolique en Uruguay (en) le 16 juin 2018 et en Suisse et au Liechtenstein (en) le 3 mars 2021. En plus de ses fonctions en Suisse et au Liechtenstein, il est nommé nonce apostolique à Monaco (en) le 19 avril 2024.

## Succession apostolique
Martin Krebs a ordonné les évêques suivants :
- Évêque Jonas Dembélé (2013)
- Évêque Peter Hugh Brown (en), C.Ss.R. (2013)
- Évêque Julio Angkel (it) (2018)